# خانيك (علي جمال)
خانیك (بالفارسية: خانیک) هي مستوطنة تقع في إيران في قسم علي جمال الريفي. يقدر عدد سكانها بـ 13 نسمة .